# Élisabeth de Savoie-Carignan
Marie Françoise Élisabeth Charlotte Josèphe de Savoie-Carignan, (en italien : Maria Francesca Elisabetta Carlotta Giuseppina di Savoia) née le 13 avril 1800 à Paris et morte le 25 décembre 1856, est une princesse de la maison de Savoie. 
Elle est la tante et belle-mère de Victor-Emmanuel II, le premier roi de l'Italie unie.

## Biographie
La princesse Elisabeth a pour parents Charles-Emmanuel de Savoie, prince de Carignan (1770-1800) et Marie-Christine de Saxe (1770-1851), petite-fille du roi Auguste III de Pologne, cousine germaine du roi Louis XVI de France, mais qui professe des idées libérales qui choquent son entourage. Elle a un frère aîné, Charles-Albert, futur roi de Sardaigne.
Le 28 mai 1820, elle se marie à Prague avec l'archiduc Rainer d'Autriche, vice-roi de Lombardie-Vénétie. Ils ont pour enfants :
- Marie (1821-1844) ;
- Adélaïde de Habsbourg-Lorraine (1822-1855), qui épouse en 1842 Victor-Emmanuel II, roi de Sardaigne (1820-1878) ;
- Léopold d'Autriche (1823-1898), « Feldmarschalleutnant » ;
- Ernest d'Autriche (1824–1899), « Feldmarschalleutnant » ;
- Sigismond d'Autriche (1826–1891), « Feldmarschalleutnant » ;
- Rainier d'Autriche (1827-1913) marié en 1852 à sa cousine Marie-Caroline ;
- Henri d'Autriche (1826–1891), « Feldmarschal lieutenant », épouse morganatiquement en 1868 Leopoldine Hofmann, baronne de Waideck (1842-1891) ;
- Maximilien (1830-1839).

Élisabeth meurt de la tuberculose à Bolzano le jour de Noël 1856.